# 岩匙属
岩匙属（学名：Berneuxia）是岩梅科下的一个属，为多年生草本植物。该属共有岩匙（B. thibetica）和云南岩匙（B. yunnanensis）2种，分布于中国云南和四川。